# Гармонов, Измаил Владимирович
Измаил Владимирович Гармонов — советский хозяйственный, государственный и политический деятель.

## Биография
Родился в 1911 году. Член КПСС.
Выпускник Ивановского химико-технологического института. С 1932 года — на хозяйственной, общественной и политической работе. В 1932—1983 гг. — инженер, начальник цеха на заводах синтетического каучука в Ярославле, Казани и Москве, директор завода № 743 в Ленинграде, директор Всесоюзного научно-исследовательского института синтетического каучука имени академика С. В. Лебедева.
Делегат XXII съезда КПСС.
Умер в Санкт-Петербурге в 2008 году.